# Uwe Rosenberg
Pour les articles homonymes, voir Rosenberg.
Uwe Rosenberg, né le 27 mars 1970 à Aurich, est un auteur de jeux de société allemand. Il s'est fait connaître grâce au  jeu Bohnanza dans lequel les joueurs sont des fermiers qui plantent, récoltent et négocient des haricots aux noms loufoques. Mais son plus gros succès reste Agricola, particulièrement apprécié des amateurs de jeux de gestion.

## Biographie
Rosenberg a commencé à s'intéresser au développement de jeux durant ses années d'étude en statistiques à Dortmund (le sujet de sa thèse était « Les distributions de probabilité dans la mémoire »). Amigo publie alors Bohnanza, son jeu le plus connu. 
Rosenberg est connu et reconnu pour développer des jeux de gestion riches et profonds, dans le genre du jeu dit de « placement d'ouvrier », combiné à des mécaniques de jeu de cartes innovantes.
Depuis 2005, il s'est surtout concentré sur les jeux de stratégie complexes, avec un thème économique prédominant : Agricola, publié en octobre 2007, prix spécial Spiel des Jahres jeux expert 2008, Le Havre, publié en octobre 2008.
Il vit actuellement à Gütersloh et travaille dans son studio à Dortmund.

## Ludographie sélective
- Bohnanza, 1997, Amigo / Gigamic
- Klunker, 1999, Hans im Glück
- Mamma Mia!, 1999, Abacus
- Limits, 2001, Amigo / Gigamic
- Bali, 2001, Kosmos
- Yellowstone Park, 2003, Amigo
- Sole Mio!, 2004, Abacus
- Nottingham, 2006, Abacus
- Agricola, 2007, Ystari Games
- Le Havre (en), 2008, Ystari Games
- Aux portes de Loyang, 2010, Ystari Games
- Ora & Labora, 2011, Filosofia
- Agricola - Terre d'élevage (jeu), 2012, Filosofia
- Le Havre - Le Port Fluvial, 2012, Filosofia
- Caverna, 2013, Filosofia
- La Route du verre, 2013, Filosofia
- Terres d'Arle, 2014, Filosofia
- Patchwork, 2015, Funforge
- A La Gloire d'Odin, 2016, Filosofia
- Reykholt, 2018, Frosted Games, Renegade Game Studios
- Robin of Locksley, 2020, Funforge
- Hallertau, 2021, Funforge

### AvecHagen Dorgathen
- Babel, 2000, Kosmos / Tilsit